# Katharina Schmid
Katharina Schmid, född Althaus den 23 maj 1996 i Oberstdorf, Tyskland, är en tysk backhoppare. Schmid tävlade i de Olympiska vinterspelen 2014 där hon slutade på 23:e plats i damernas backhoppning. Hon ingick i det tyska mixlag som tog guld vid Världsmästerskapen i nordisk skidsport 2015.

### Fotnoter
1. ↑  ”Althaus Katharina - Biographie”. data.fis-ski.com. FIS. http://data.fis-ski.com/dynamic/athlete-biography.html?sector=JP&competitorid=147756&type=result. Läst 24 februari 2015.